# Ильвес, Харальд Яакович
Ха́ральд Я́акович И́львес (21 ноября 1920, Тапа — 4 февраля 1998, Таллин) — председатель Верховного Совета Эстонской ССР в 1959—1963 гг.
Член ВКП(б) c 1945 года. В период 1954—1959 — первый секретарь Харьюского районного комитета Коммунистической Партии Эстонии, с 23 апреля 1959 года до 18 апреля 1963 года председатель Верховного Совета Эстонской ССР. С 1963 года — секретарь Харьюского комитета промышленности.
С 8 января 1964 года — член ЦК КПЭ.
Указом Президиума Верховного Совета СССР от 1 марта 1958 года первому секретарю Харьюского райкома Компартии Эстонии присвоено звание Герой Социалистического Труда с вручением ордена Ленина и золотой медали «Серп и Молот».